# NXF1
Nuclear RNA export factor 1, conosciuta anche come NXF1 o in biologia molecolare TAP, è una proteina che negli esseri umani è codificata dal gene NXF1. È coinvolta nel trasporto degli mRNA attraverso i pori nucleari.